# Vuurpomp

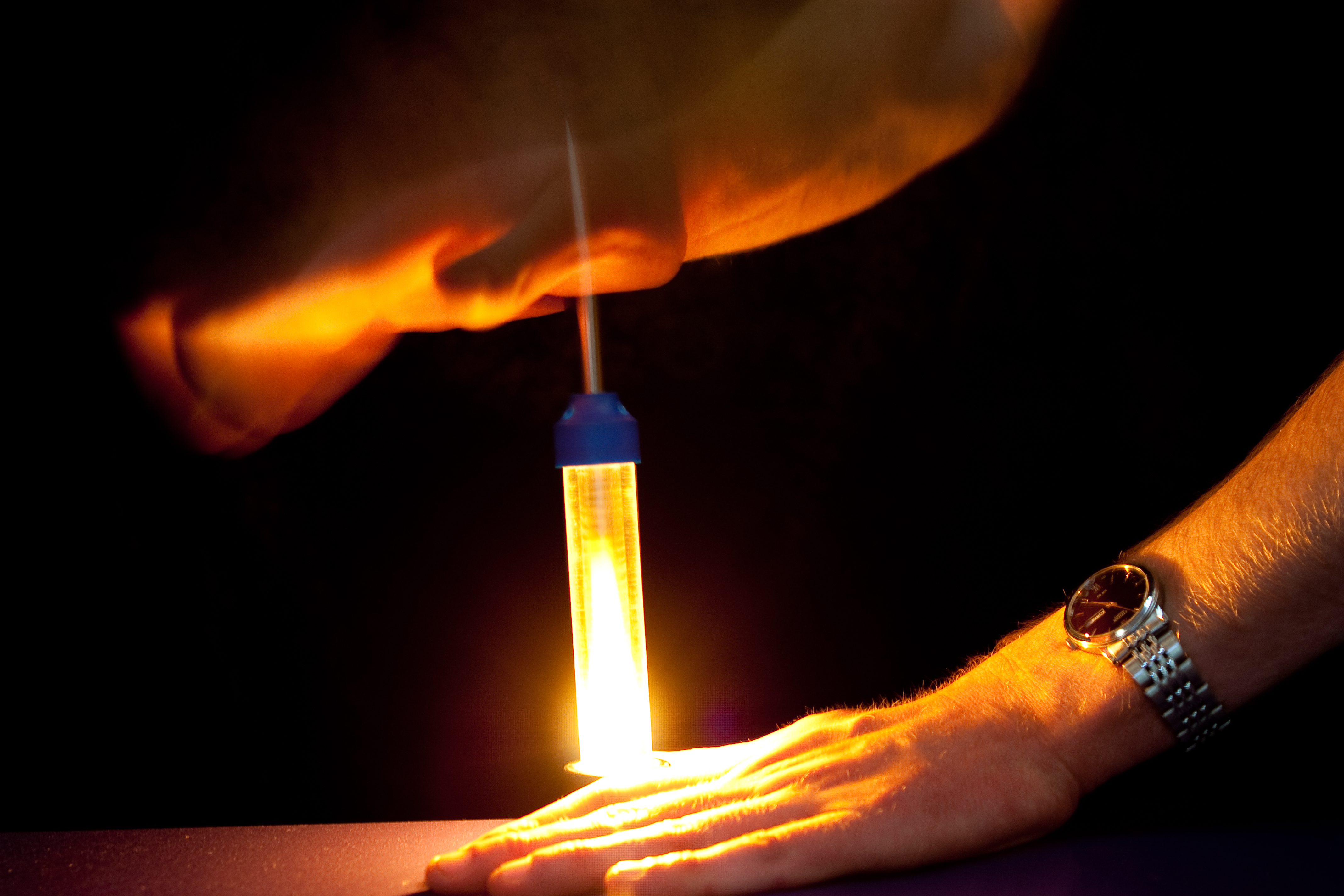
Demonstratie van een vuurpomp

Een vuurpomp is een oud middel om vuur te maken. Het gebruikt het principe om gas te verhitten (in dit geval lucht) door snelle compressie, om een beetje tondel aan te steken, wat vervolgens gebruikt wordt om een vuur te maken.

## Eigenschappen en gebruik
Een vuurpomp bestaat uit een holle cilinder, ongeveer tussen 7,5 cm en 15 cm lang, aan het ene uiteinde dicht en aan het andere open, met een diameter van ongeveer een halve centimeter. Een zuiger, ook met circa een halve centimeter dikte, met een soort afdichting die ervoor zorgt dat als de zuiger in de cilinder glijdt, er geen lucht kan ontsnappen via de wand van de cilinder. De zuiger heeft aan het ene eind een handvat, of een oppervlak dat groot genoeg is om de vuurpomp hard ergens tegenaan te slaan, en aan het andere eind een kleine ruimte om tondel in te doen, en kan compleet uit de cilinder gehaald worden.
Oude en moderne versies zijn gemaakt van materialen als hout, botten van dieren, bamboe, of lood.  Andere metalen   worden ook gebruikt in moderne versies.